# Pneumonia viral
Pneumonia viral é uma patologia do parênquima pulmonar, ligada a infecção causada por vírus. Juntamente com as bactérias, constituem a principal causa de pneumonia. Menos comumente a pneumonia pode resultar de uma infecção fúngica ou parasitária. Os vírus constituem a principal causa de pneumonia nas crianças, enquanto que nos adultos a infecção por bactérias predomina.

## Quadro clínico
Caracteriza-se por febre (geralmente inferior a 38 °C), tosse geralmente não produtiva, rinorreia e sintomas sistémicos como cefaleias e mialgias. Contudo o quadro é variável conforme a etiologia.

## Etiologia
Como causas comuns de pneumonia surgem:
- Vírus Influenza A e B[3]
- Vírus sincicial respiratório (VSR)[3]
- Vírus Parainfluenza (em crianças)[3]

Outros vírus mais raros mas que causam geralmente pneumonia incluem:
- Adenovírus [3]
- Metapneumovírus [carece de fontes?]
- Vírus da Síndrome Respiratória Aguda Grave (SARS coronavirus) [4]

Vírus que primariamente causam outras doenças mas por vezes cursam com pneumonia:
- Herpes simplex virus (VHS), majoritariamente em recém-nascidos
- Varicela-zoster virus (VZV)
- Citomegalovírus (CMV), majoritariamente em pessoas imunocomprometidas.